# Unión Nacional de Trabajadores de Venezuela
Unión Nacional de los Trabajadores (UNT) es una central sindical de Venezuela creada por seguidores del entonces presidente Hugo Chávez para contrarrestar a la Confederación de Trabajadores de Venezuela (CTV), la cual ejercía oposición al gobierno de Chávez.

## Origen
La Unión Nacional de Trabajadores de Venezuela UNT fue fundada el 5 de abril de 2003, en su Asamblea Fundacional, en Caracas, y realiza su Primer Congreso el 1 y 2 de agosto de 2003.
Había tenido su primera expresión organizada en el Encuentro Nacional de Trabajadores hacia la Refundación del Movimiento sindical, realizado el 6 y 7 de septiembre de 2002, en Caracas. En ese encuentro, dos de las resoluciones adoptadas apuntaban hacia la constitución de una nueva central sindical "contrapuesta" a la CTV (Confederación de Trabajadores de Venezuela), que venía ejerciendo, mayoritariamente, la representación de los trabajadores venezolanos desde su fundación en 1936.
Estas resoluciones expresaban la necesidad de construir una organización sindical contrapuesta a la CTV y, por tanto, se acuerda nombrar una coordinadora del movimiento de trabajadores que en un lapso de 60 días debía presentar una propuesta de organización sindical alternativa.